# Pochidia (gmina)
Pochidia – gmina w Rumunii, w okręgu Vaslui. Obejmuje miejscowości Borodești, Pochidia, Satu Nou 
i Sălceni. W 2011 roku liczyła 1629 mieszkańców.